# مسابقة ويكي للعلوم
مسابقة ويكي للعلوم، بالإنجليزية Wiki Science Competition (WSC)- هي مسابقة تصوير علمية عالمية، مخصصة للطلاب والباحثين وغيرهم، بهدف المساهمة في تقديم صور عالية الجودة ومرخصة مجانًا (محتوى حر)، ومصادر جيدة ،ووسائط أخرى إلى ويكيميديا كومنز.  
المسابقة هي امتداد تطوري لمسابقة التصوير العلمي الإستونية. أقيمت المسابقة العالمية الأولى في عام 2017م  وتُقام كل عامين، وتقام في معظم البلدان في حوالي نوفمبر أو ديسمبر.   وقد تم وصفها بأنها واحدة من أهم مسابقات التصوير الفوتوغرافي في العالم.  المنظم الرئيسي للمسابقة هو إيفو كروساماجي.
شهدت المسابقة الأولى مشاركة أكثر من 2200 متسابق، وتجاوز عدد الصور المشاركة 10 آلاف صورة.  وفي عام 2023م، تم تقديم أكثر من 7500 صورة. 
في عام 2017م، تنافس المتسابقون من خلال خمس فئات: الأشخاص في العلوم (ويشمل العلماء في بيئتهم الطبيعية)، والصور المجهرية (وتضم صور المجهر الضوئي، والمجهر الإلكتروني، والماسح)، والوسائط غير الفوتوغرافية (وتشمل ملفات الصوت والفيديو والصور التي تم إنشاؤها بواسطة الكمبيوتر وما إلى ذلك)، ومجموعات الصور (وتشمل الصور المرتبطة موضوعيًا، والتي يمكن عرضها كمجموعة واحدة. ويمكن أن تتكون مجموعة الصور مما يصل إلى 10 صور منفصلة)، وفئة عامة (كل شيء آخر يندرج تحت هذه الفئة، من علم الآثار إلى علم البراكين). في عام 2019م، تمت إضافة فئة جديدة، وهي الطبيعة والحياة البرية ( وتشمل الكائنات الحية التي تنمو أو تعيش في البرية في منطقة ما. كما يندرج التصوير الماكرو ضمن هذه الفئة) ؛ وفي عام 2021م، تمت إضافة فئة "علم الفلك" أيضًا ( وتشمل الصور المتعلقة بعلم الفلك، سواء كانت صور النجوم أو الأشخاص الذين يشاهدونها أو المعدات المستخدمة في ذلك).  كما تم تخصيص جائزة خاصة لـ "المرأة في مجالات العلوم والتكنولوجيا والهندسة والرياضيات". 
يتم تقييم الوسائط بناءً على تفاصيل وصفها، مع إعطاء الأولوية للمصادر من المجلات ذات التأثير العالي ومجموعات البيانات وغيرها من الأطراف الثالثة الموثوقة. وهذا يشجع على تقديم مساهمات من الخبراء مدعومة بمواد يمكن التحقق منها.
ومن بين الدول التي تطرح المسابقة وتعقدها بانتظام: إستونيا، وسويسرا، وأيرلندا، والولايات المتحدة، وبولندا،  وأوكرانيا، وروسيا (حيث تقام في فصل الربيع). 

## الفائزون

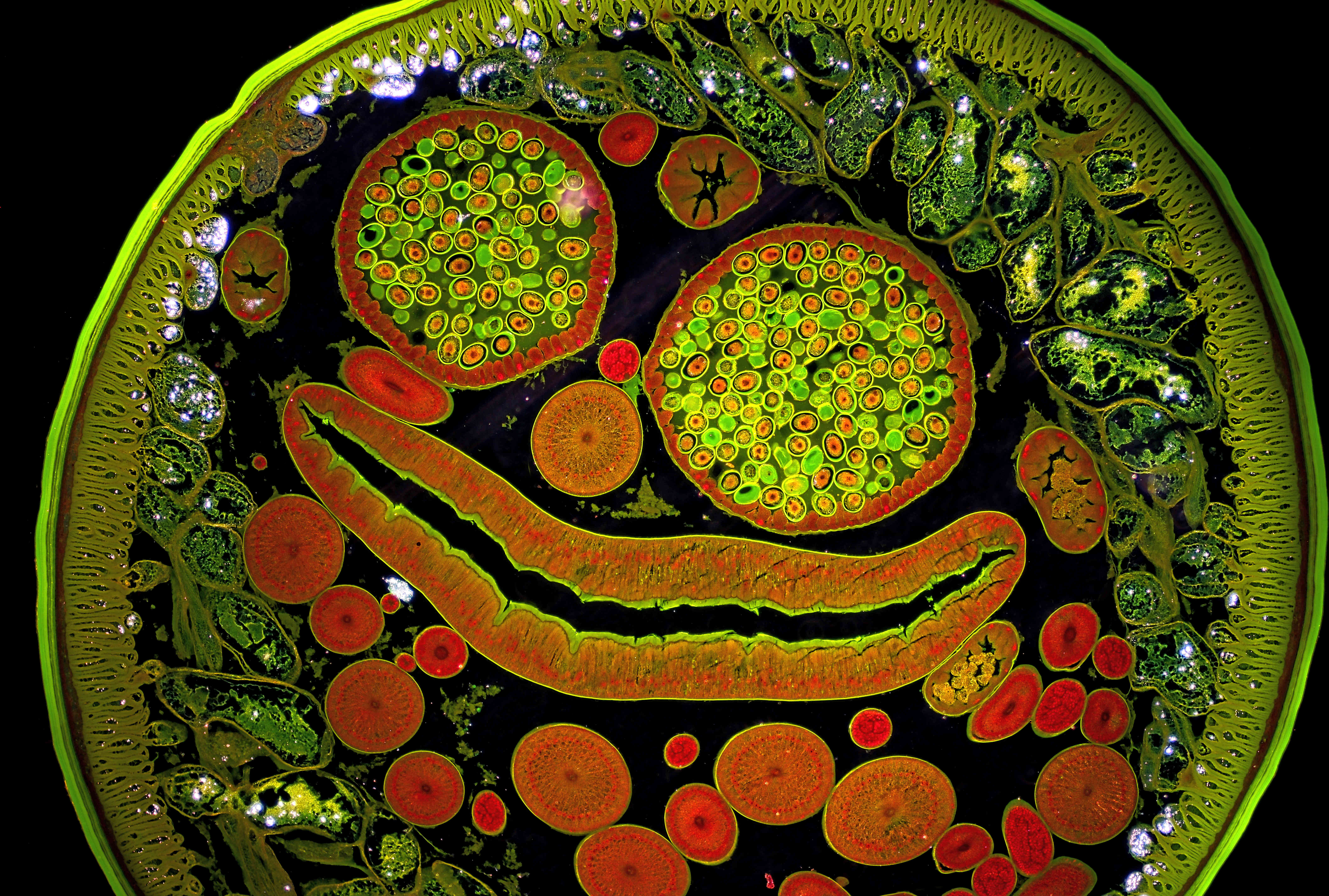
مقطع عرضي لطفيلي الإسكارس تحت تكبير 200 ضعف. الفائز بفئة صور المجهر 2017م، ماسيمو بريزي، إيطاليا
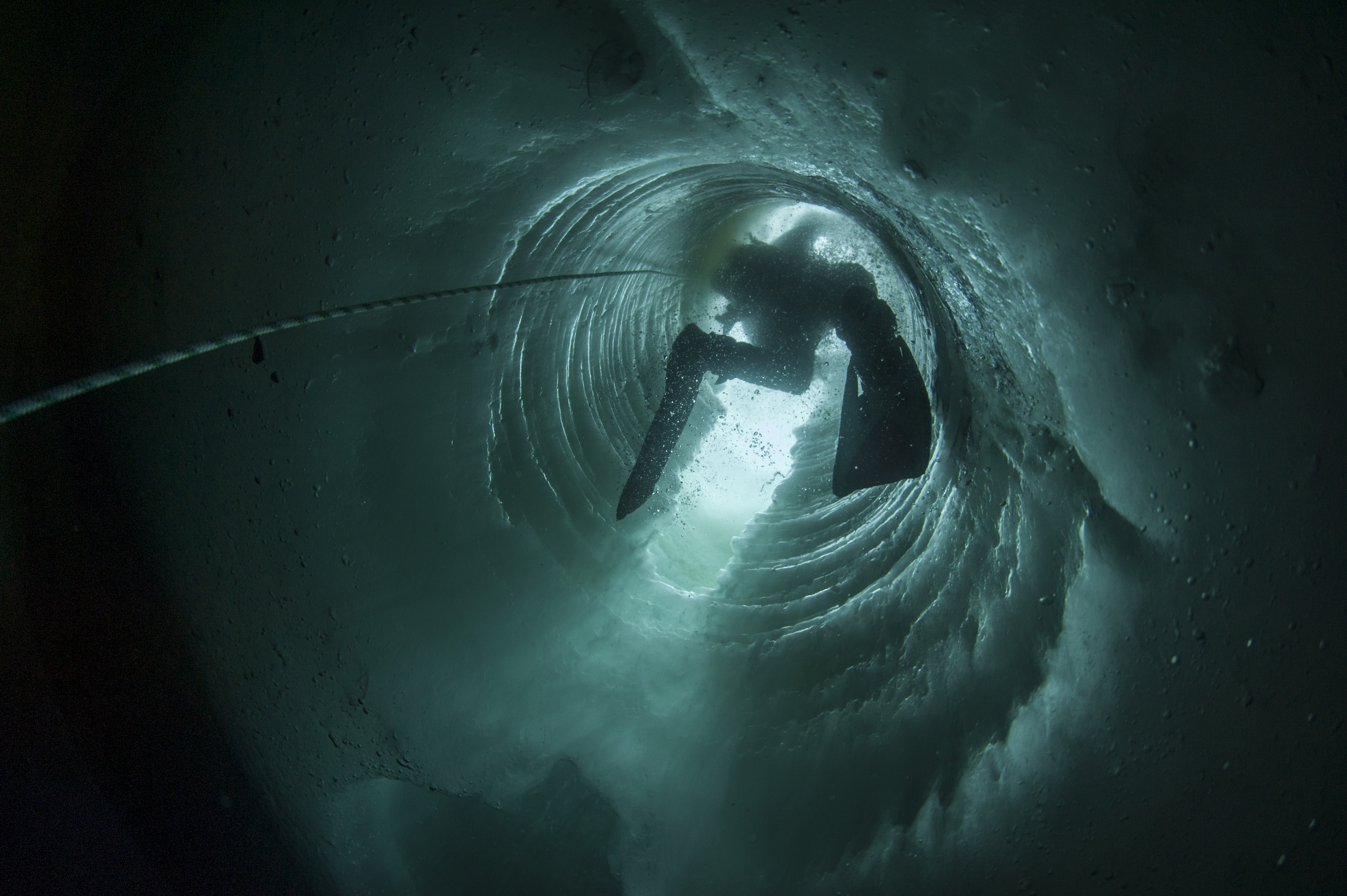
غواص قطبي يتجول عبر الجليد بالقرب من محطة أنتاركتيكا الفرنسية. الفائز بجائزة "الأشخاص في العلوم" لعام 2017م، إروان أميس، فرنسا
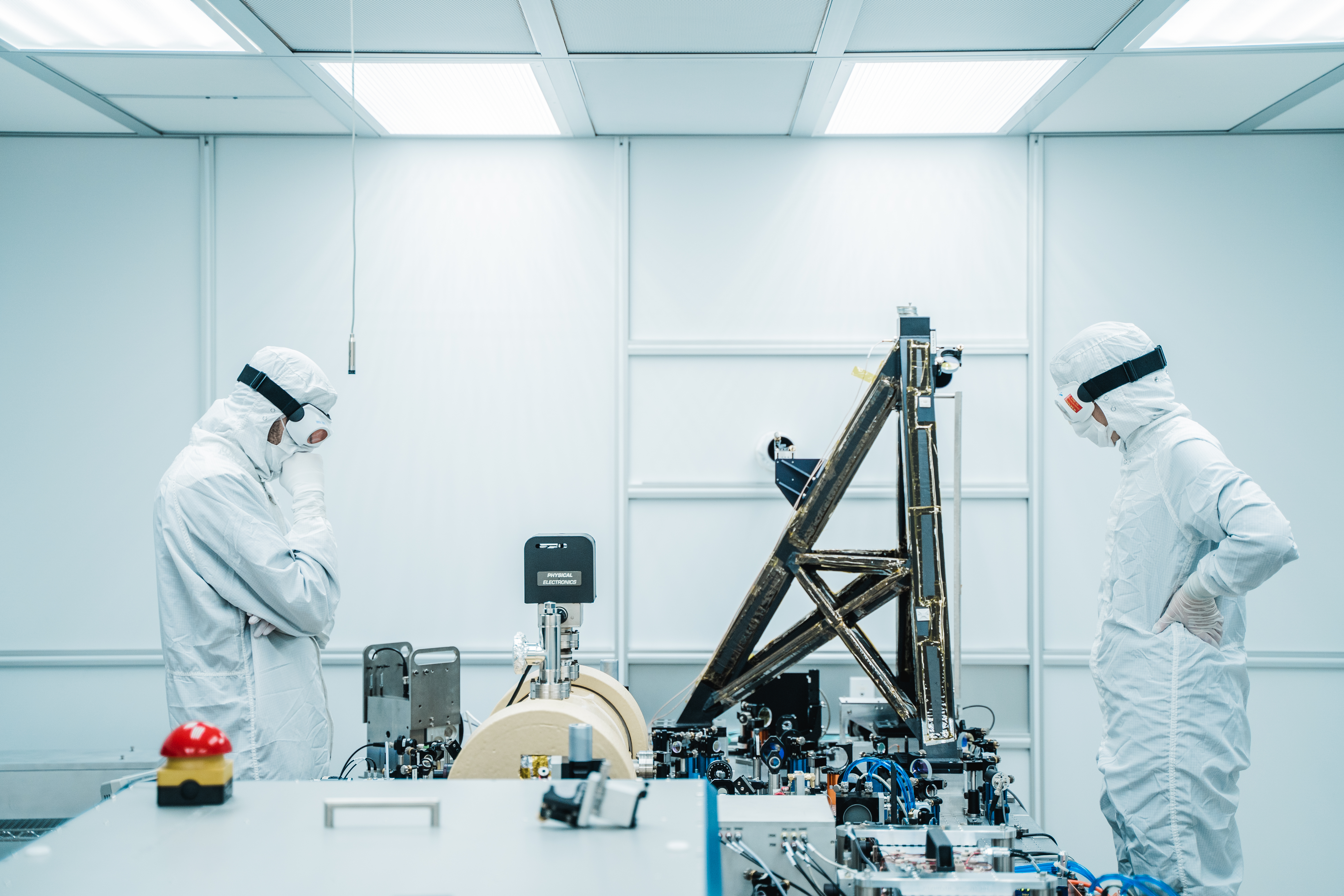
عالمان من مرصد ليجو يحاولان اكتشاف سبب المشكلات الفنية في مجال الليزر. الفائزة بجائزة فئة الأشخاص في العلوم لعام 2019م، نوتسيني كيجبونتشو، الولايات المتحدة الأمريكية/تايلاند
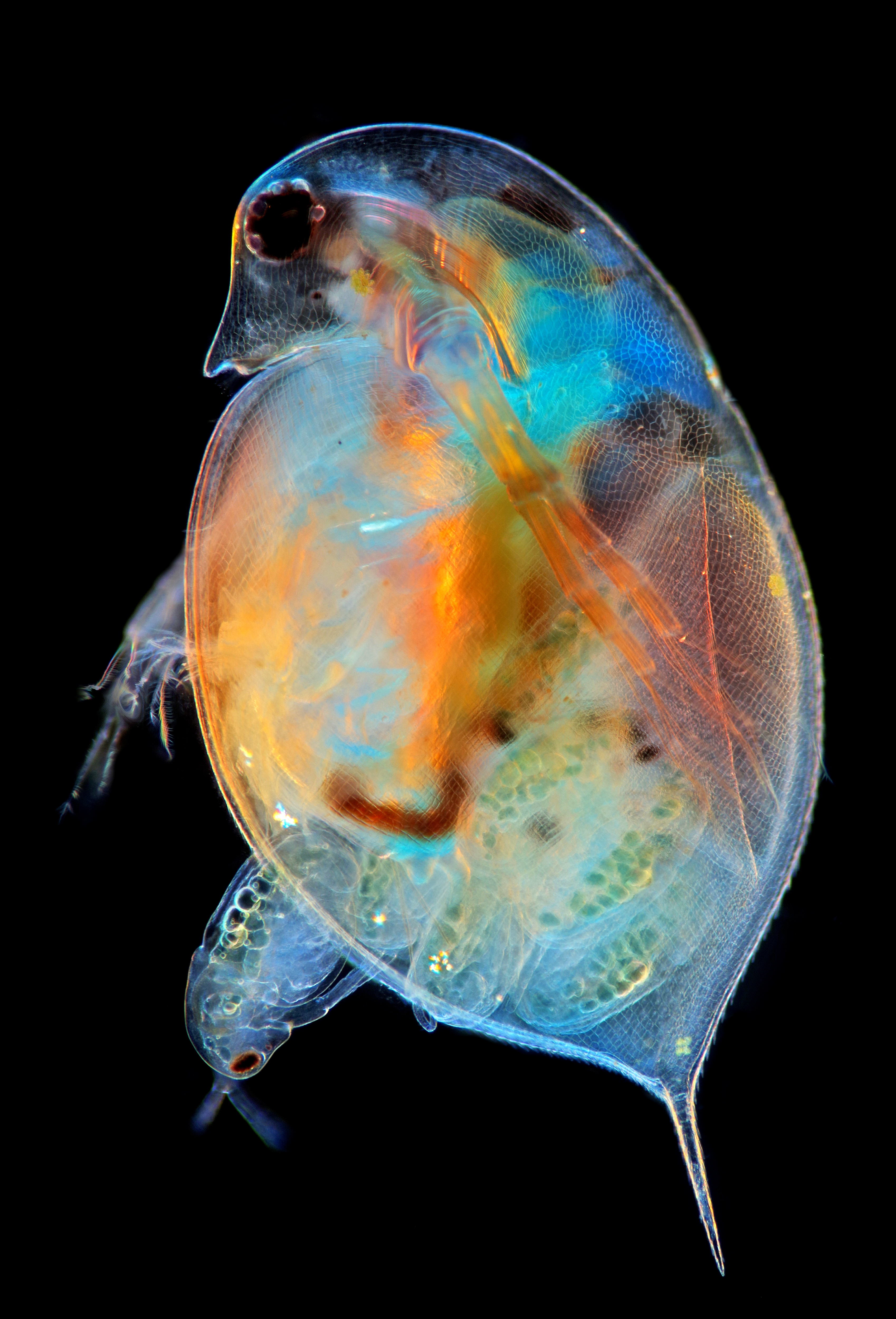
برغوث الماء أثناء الولادة تحت تكبير 100 ضعف وضوء مستقطب. الفائز بفئة صور المجهر 2019م، ماريك ميس، بولندا
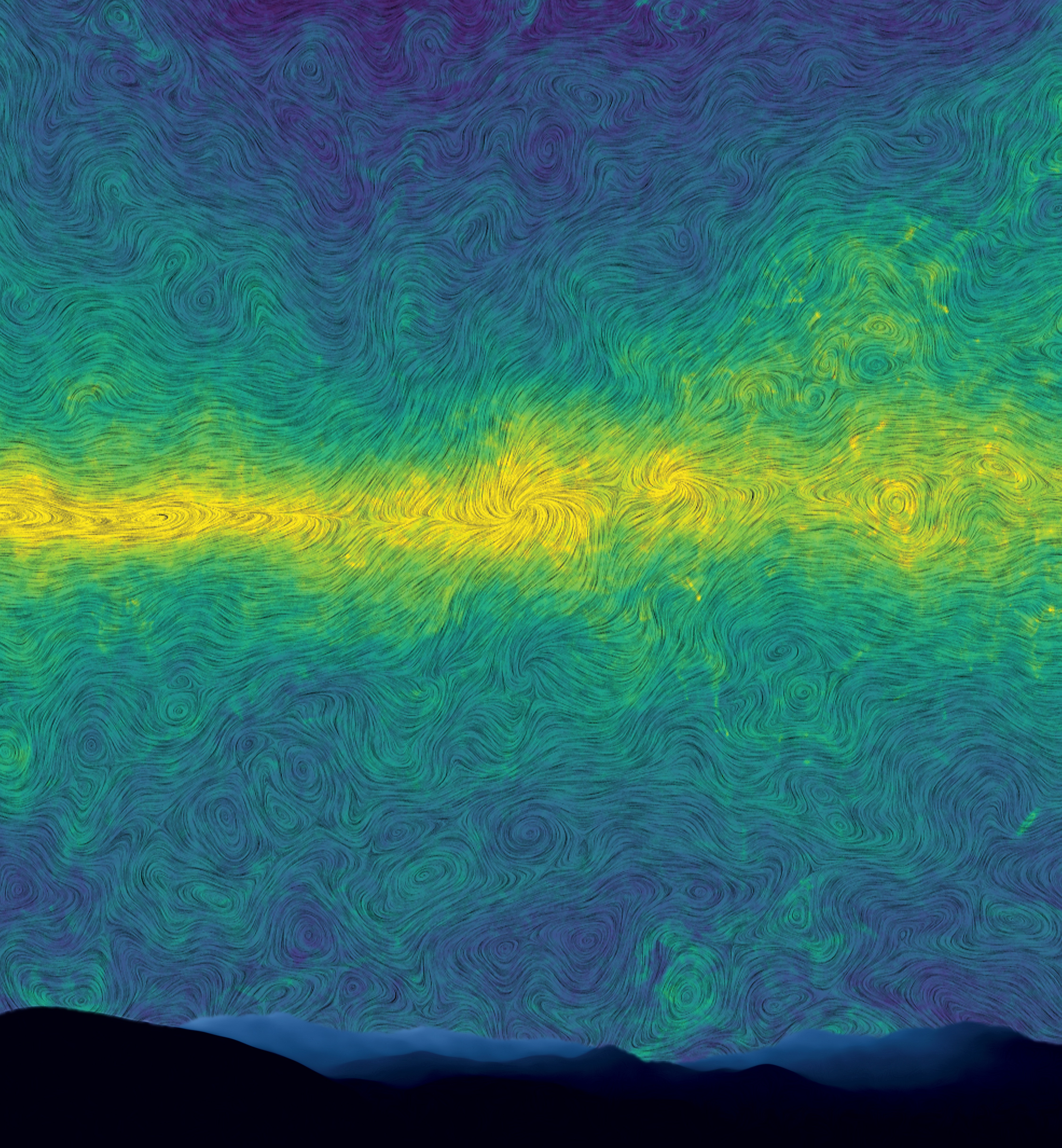
محاكاة استقطاب غبار مجرة درب التبانة كإشعاع ميكروويف في السماء. الفائز بفئة الوسائط غير الفوتوغرافية لعام 2019م، أوروس سيلجاك
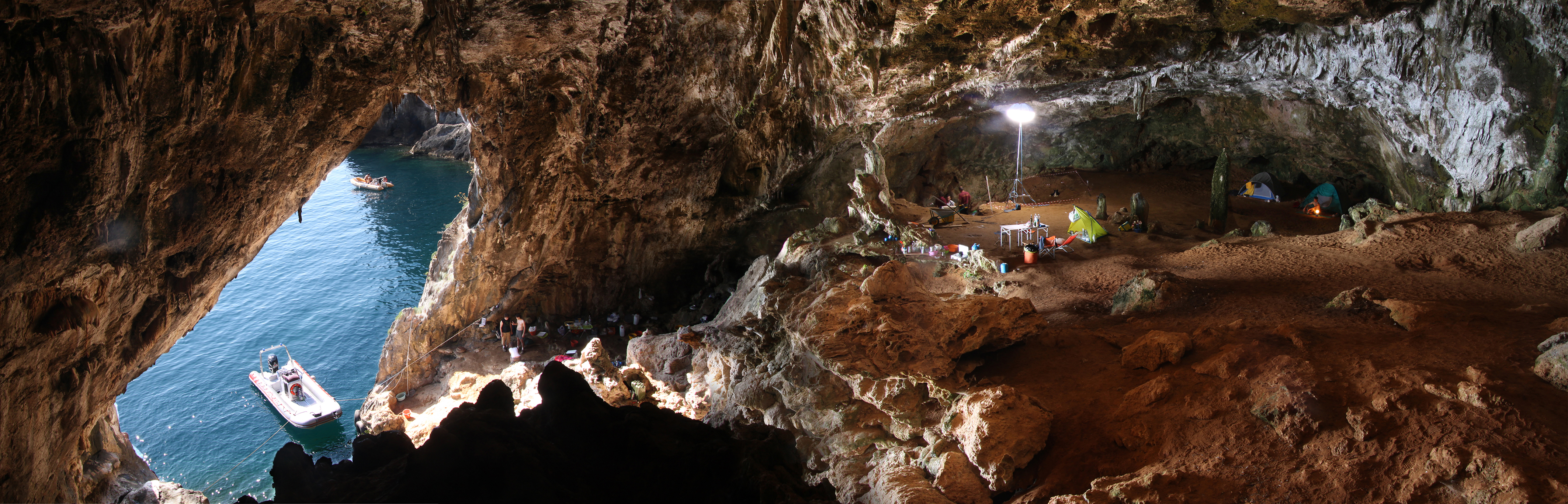
الحفريات الأثرية في موقع يعود إلى العصر الحجري القديم الأوسط في توسكانا، إيطاليا. الفائز بالفئة العامة لعام 2019م، ستيفانو ريتشي كورتيلي، إيطاليا
يرقة ذبابة غير عضّة تحت ضوء مستقطب. الفائز بفئة صور المجهر 2021م، كارل جاف، أيرلندا
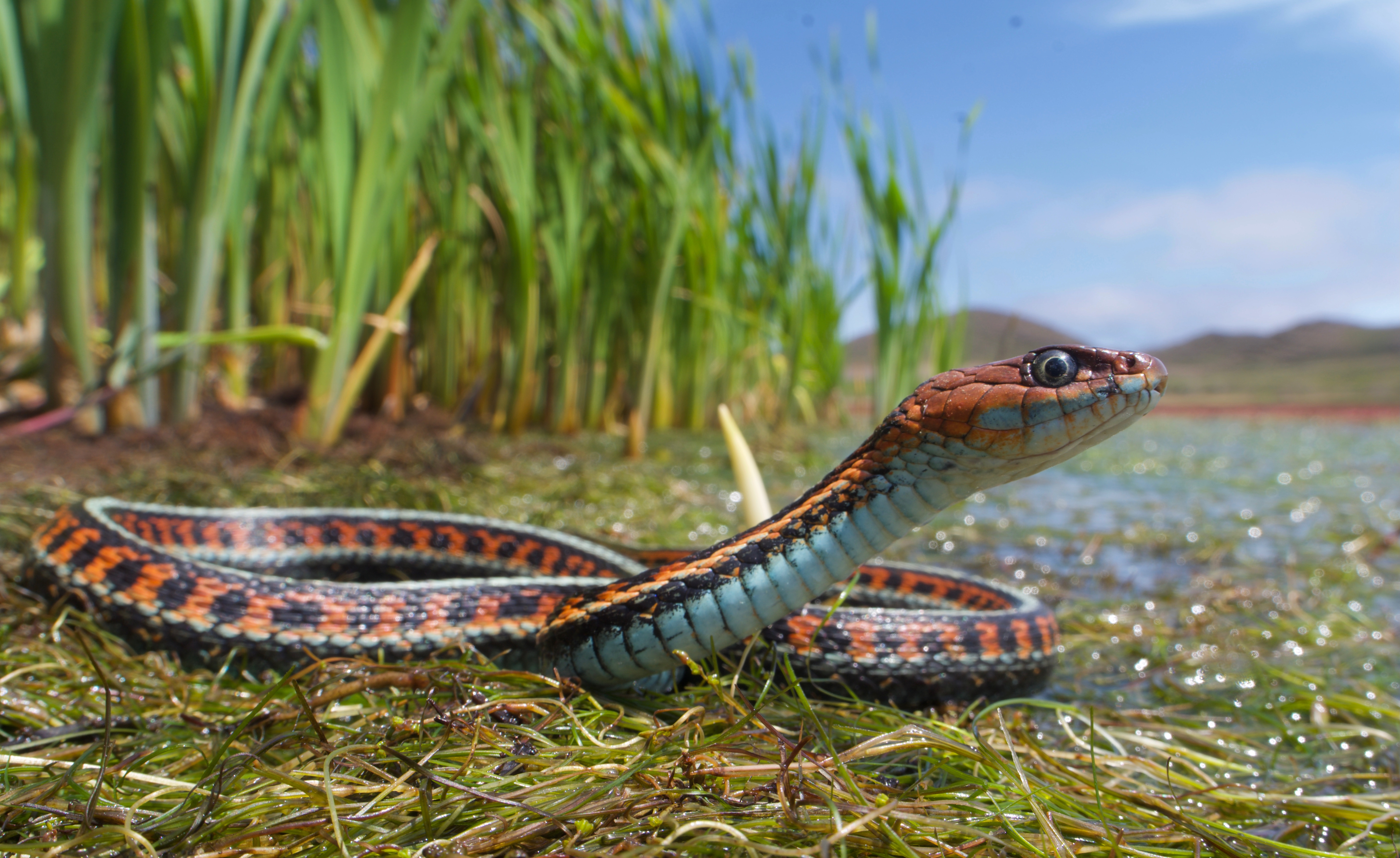
ثعبان الرباط ذو الجوانب الحمراء من كاليفورنيا في موطنه الطبيعي. الفائز بفئة الطبيعة 2021م، جادين كلارك، الولايات المتحدة الأمريكية
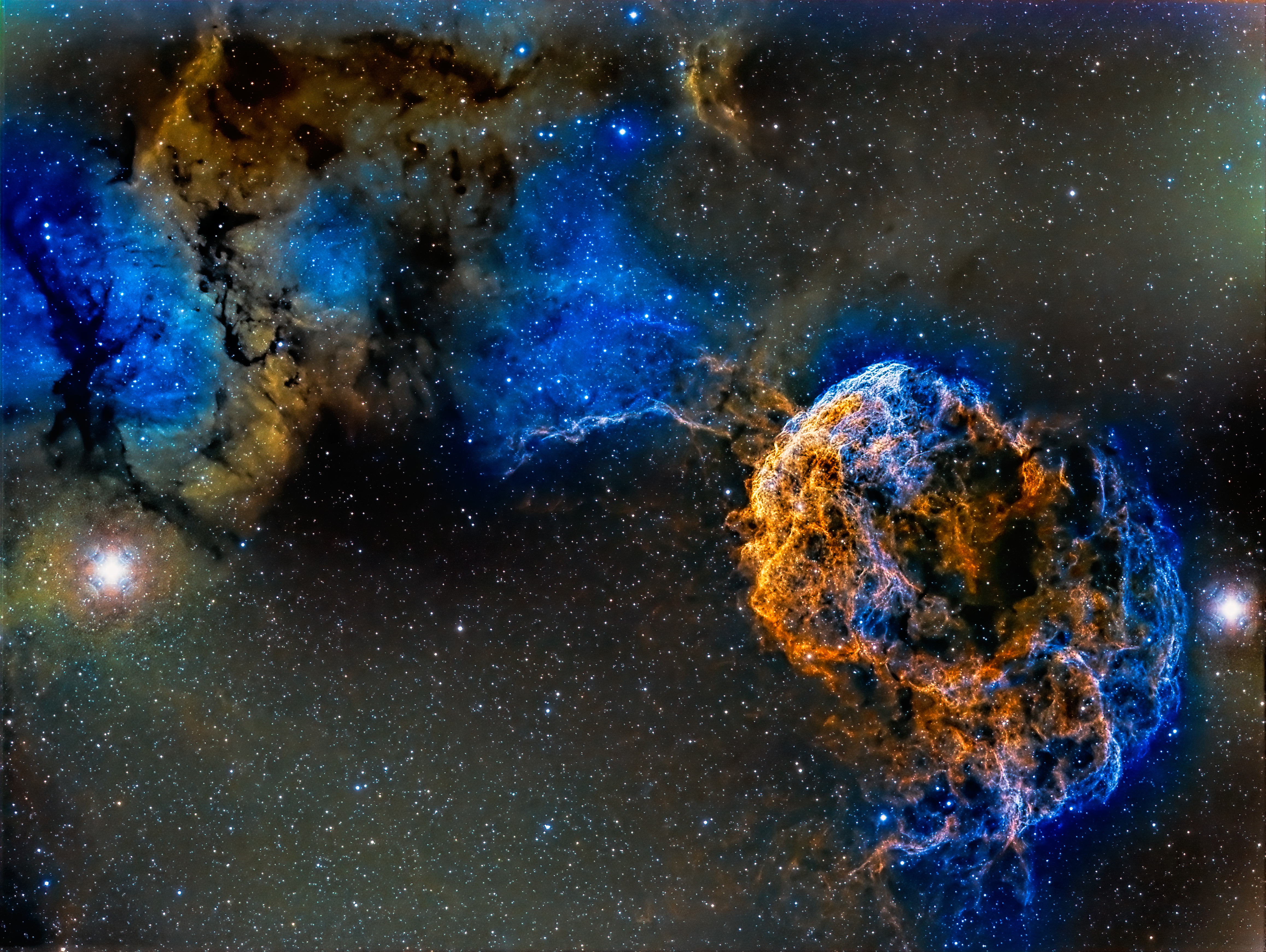
بقايا المستعر الأعظم سديم قنديل البحر (IC443) والمناطق المحيطة به. الفائز في فئة علم الفلك 2021م، رام سامودرا، الولايات المتحدة الأمريكية
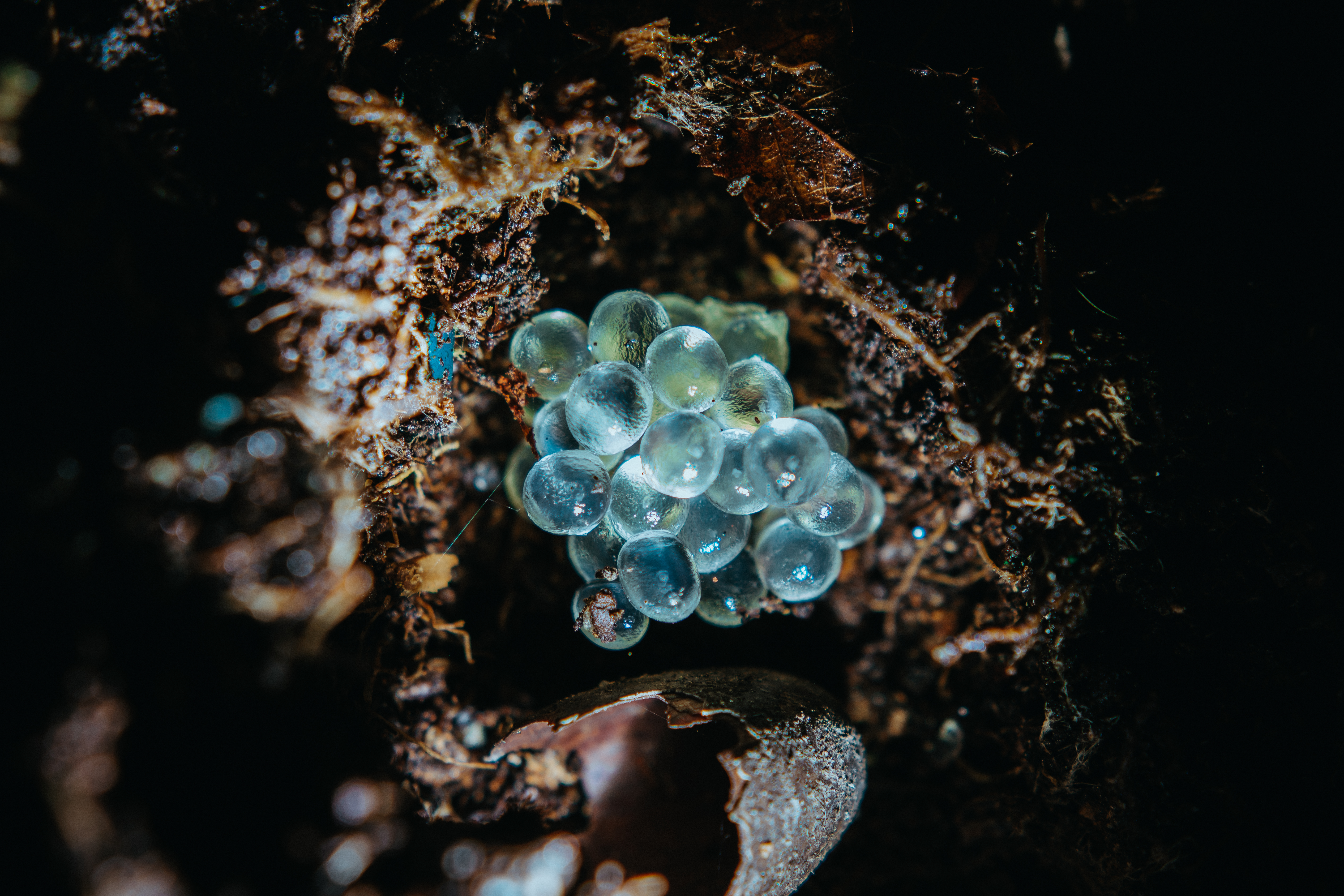
تصوير ماكرو لبيض السلمندر الناري بعد أيام قليلة من وضعه. الفائز بفئة الحياة البرية والطبيعة 2023م، بابلو جيمينيز فيلايوس، إسبانيا
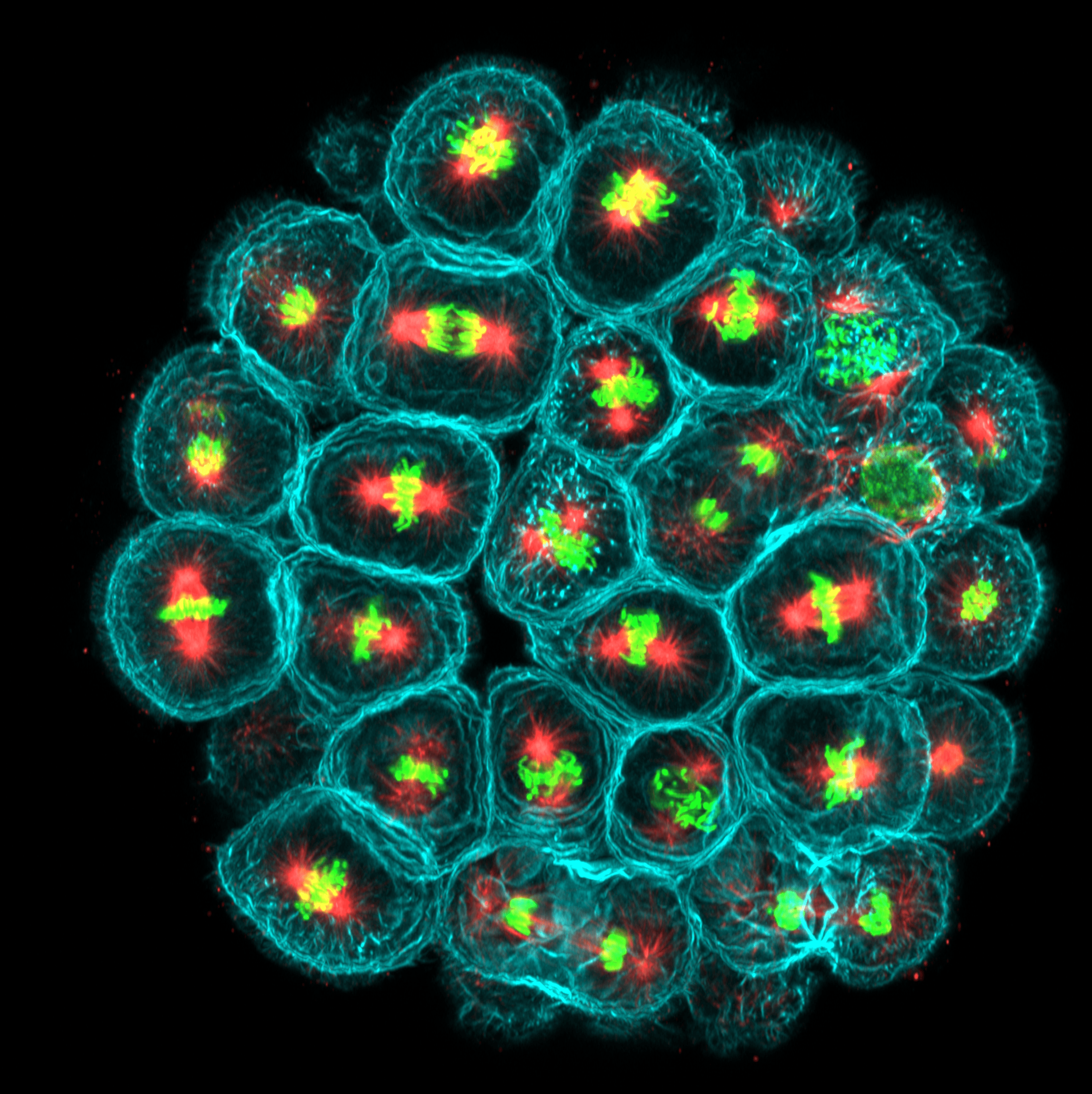
جنين قنفذ البحر في مرحلة البلاستولا. الفائز بفئة صور المجهر 2023م، أود نوميك، فرنسا
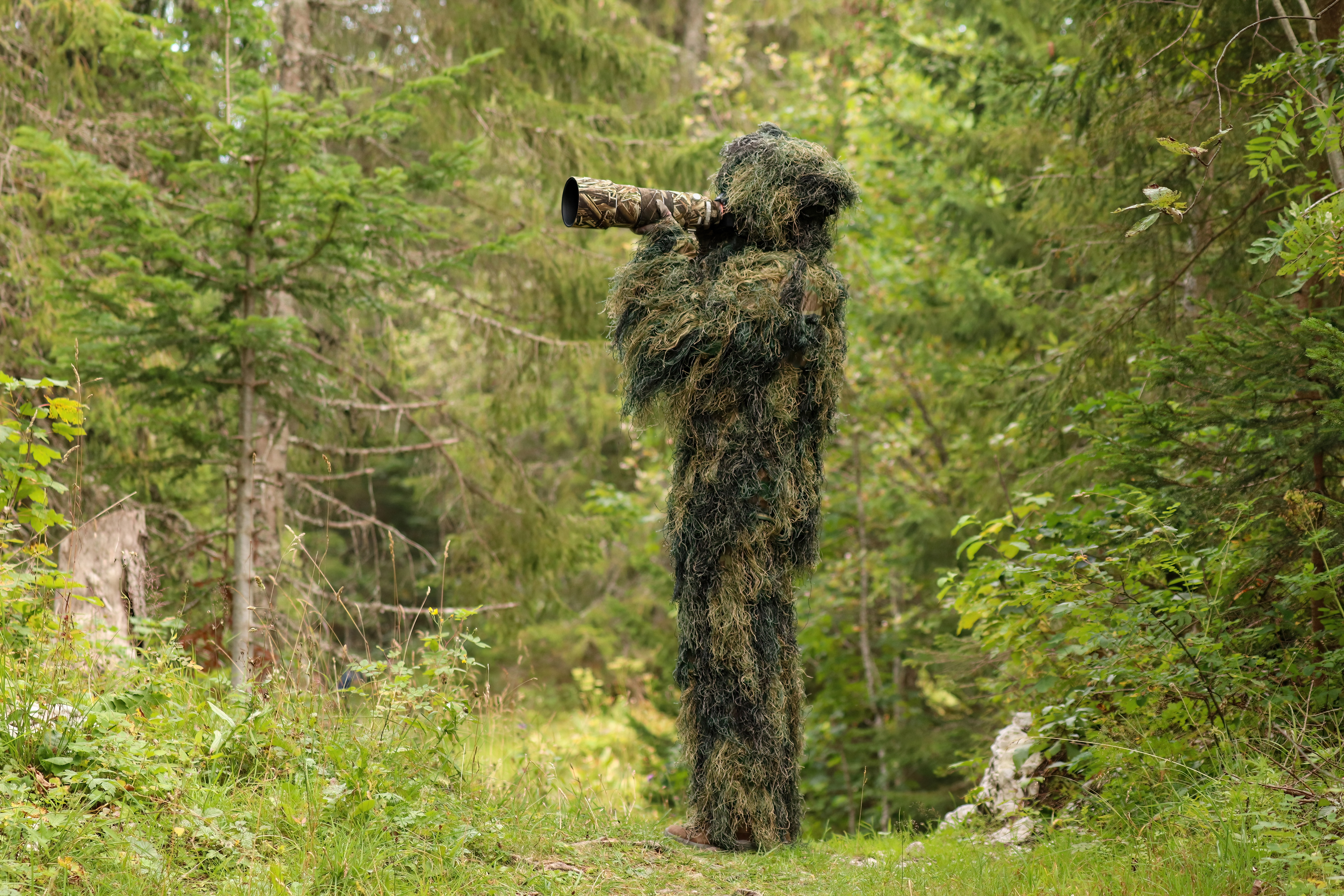
مصور الحياة البرية يرتدي بدلة غيلي. الفائز بفئة الأشخاص في العلوم لعام 2023م، جيلز لوران، سويسرا

## روابط خارجية
- موقع المسابقة